# سنای آرژانتین
سنای آرژانتین مجلس علیای این کشور و بخشی از کنگره ملی آرژانتین است.
مجلس سنا از ۷۲ سناتور تشکیل شده است که از طریق انتخابات مستقیم انتخاب می‌شوند. هر کدام از استان های آرژانتین سه سناتور دارند. شهر بوئنوس آیرس نیز به تنهایی سه سناتور دارد. پیش از اصلاح قانون اساسی آرژانتین در سال ۱۹۹۴، از هر ایالت دو سناتور انتخاب می‌شد. سناتورها برای یک دورهٔ شش ساله انتخاب می‌شوند. هر دو سال یکبار، انتخاباتی برای انتخاب یک سوم از آن‌ها برگزار می‌گردد.

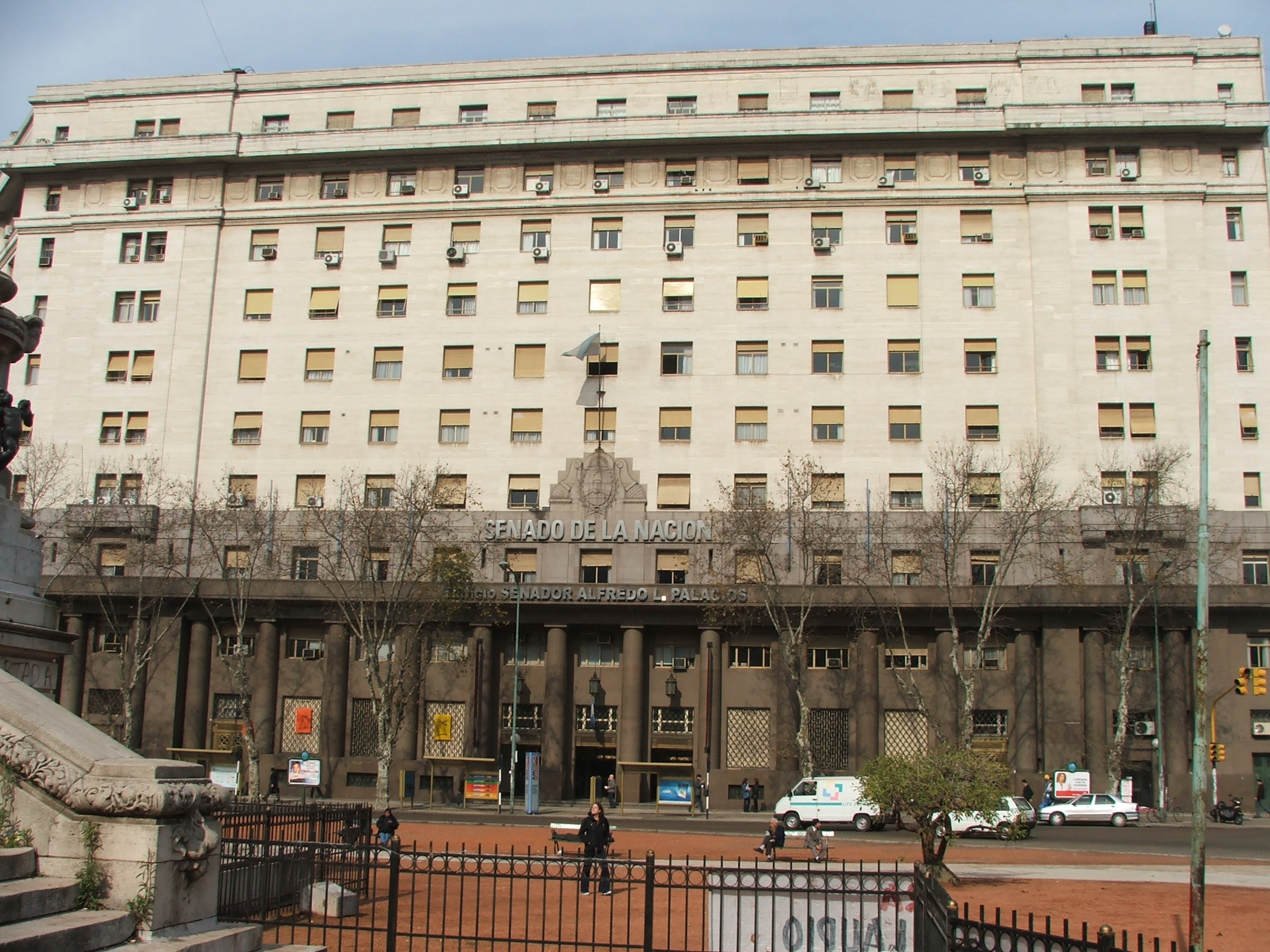
ساختمان اداری سنا

## کمیته‌ها
سنای آرژانتین ۲۴ کمیته دائمی دارد که هر یک از آنها از ۱۵ عضو تشکیل شده‌اند. این کمیته‌ها عبارتند از: 
- توافقنامه‌ها و معاهدات (تأیید‌کننده نامزدهای فدرال)
- امور قانون اساسی
- امور خارجه
- عدالت و امور کیفری
- قوانین عمومی
- بودجه و امور مالی
- امور اداری و شهرداری‌ها
- دفاع ملی
- امنیت داخلی و قاچاق مواد مخدر
- اقتصاد ملی و سرمایه گذاری
- صنعت و تجارت
- اقتصادهای منطقه ای، شرکت های خرد، کوچک و متوسط
- کار و تامین اجتماعی
- کشاورزی، دامداری و ماهیگیری
- آموزش و پرورش، فرهنگ، علم و فناوری
- حقوق و ضمانت
- معدن، انرژی و نیرو
- سلامت و ورزش
- زیرساخت، مسکن و حمل و نقل
- سیستم ها، رسانه ها و آزادی بیان
- محیط زیست
- جمعیت و توسعه انسانی
- تقسیم درآمد فدرال
- گردشگری

## شرایط عضویت
بر اساس بند ۵۵ قانون اساسی آرژانتین، نامزدهای مجلس سنای آرژانتین باید:
- حداقل ۳۰ سال سن داشته باشند
- حداقل شش سال شهروند آرژانتین باشند
- بومی حوزه انتخاباتی خود باشند یا حداقل به مدت دو سال ساکن آن حوزه باشند